# Болотин, Владимир Васильевич
Влади́мир Васи́льевич Боло́тин (29 марта 1926, Тамбов — 28 мая 2008, Москва) — советский и российский учёный-механик, специалист в области механики деформируемого твёрдого тела. Академик РАН (1992, членкор АН СССР с 1974), РААСН (1993), РИА (1991, почётный член) и Международной инженерной академии, иностранный член Национальной инженерной академии США (1996). Заслуженный профессор МЭИ, доктор технических наук.

## Биография

### Ранние годы
Владимир Васильевич Болотин родился 29 марта 1926 г. в Тамбове. Его отец, Василий Петрович, был служащим; мать, Любовь Яковлевна, работала учительницей химии. В 1943 году Владимир Болотин поступил в Московский институт инженеров транспорта (МИИТ) на факультет «Мосты и тоннели».
В 1947 году студент Владимир Васильевич Болотин работал над своей первой научной работой и представил её на 1-й городской студенческой конференции. По итогам конференции, ему присудили первую премию, а также грамоту ЦК ВЛКСМ. Его учителем был профессор Анатолий Филиппович Смирнов, который сказал своему ученику, что подобный успех представляет опасность, потому что не всегда такое блестящее начало служит основанием для успешного будущего в науке.  В то время про успехи молодого учёного писали многие средства массовой информации. 
Дипломную работу (тема — «Проект моста под железную дорогу через судоходную реку»), выполненную под руководством профессора Ивана Петровича Прокофьева, он защитил на «отлично».

### Научная деятельность
После окончания МИИТ в 1948 году Болотин поступил в аспирантуру института. Там под руководством И. П. Прокофьева он занимался проблемами динамической устойчивости сооружений. В 1950 году — через полтора года после зачисления в аспирантуру — он защитил кандидатскую, а в июне 1952 года — докторскую диссертацию.
С 1953 года В. В. Болотин работал на Энергомашиностроительном факультете МЭИ — на кафедре сопротивления материалов, которой заведовал с 1958 по 1996 гг. В 1962 году по инициативе В. В. Болотина кафедра становится специализирующей и начинает подготовку инженеров-механиков-исследователей по специальности «Динамика и прочность машин» (первый выпуск инженеров по этой специальности состоялся в 1968 г.); при этом В. В. Болотин разработал и первым прочитал курсы лекций почти по всем специализирующим дисциплинам нового учебного плана. С 1969 года кафедра стала именоваться кафедрой «Динамики и прочности машин» (ДПМ).
На кафедре ДПМ защита дипломных работ выпускников всегда проходила под председательством заведующего кафедрой В. В. Болотина. Сама процедура защиты была во многом схожа с защитой кандидатских диссертаций (непременные её атрибуты: внешние рецензенты работ, оглашение отзыва научного руководителя и выписок из матрикула оценок, доклад выпускника, вопросы членов комиссии). При этом выпускники отмечали строгость и требовательность председателя комиссии, однако его похвалы были самыми желанными.
В 1974 г. В. В. Болотин избран членом-корреспондентом АН СССР, в 1992 г. — действительным членом РАН.
В период 1960—1980 гг. В. В. Болотин принимал участие в прикладных исследованиях применительно к проблемам, возникающим в авиационной и космической технике, судостроении и ядерной энергетике. В 1980—1985 гг. он руководил разработкой нового поколения государственных стандартов по надёжности технических объектов, был выпущен головной стандарт этой серии, ряд справочных и методических материалов.
С 1980 г. В. В. Болотин возглавлял лабораторию надёжности и ресурса Института машиноведения им. А. А. Благонравова РАН, продолжая при этом работать в МЭИ на кафедре ДПМ. Интенсивная профессиональная работа учёного сопровождалась его активной общественно-научной деятельностью в РАН, в Национальном комитете по теоретической и прикладной механике, в МНТК «Надёжность машин», в ВАК CCCH, редколлегиях научных журналов, в комитетах по организации многих научных конференций и симпозиумов, участником которых он был.
В. В. Болотин внёс большой вклад в развитие ряда областей теоретической и прикладной механики: теории колебаний и устойчивости, прикладной теории упругости, строительной механики, теории надёжности и безопасности машин и конструкций, механики разрушения, механики композиционных материалов.
Болотину принадлежат фундаментальные результаты в теории устойчивости упругих систем при динамических нагрузках, в теории аэроупругости, в разработке асимптотических методов для решения задач теории колебаний. Классическими работами в области теории упругой устойчивости стали его монографии «Динамическая устойчивость упругих систем» (1956) и «Неконсервативные задачи теории упругой устойчивости» (1961).
Значителен вклад В. В. Болотина в развитие вероятностно-статистических методов в механике, в создание общей теории надёжности конструкций, основанной на применении методов теории случайных процессов и полей, в разработку теории сейсмостойкости сооружений. Этот круг исследований отражён в монографиях «Статистические методы в строительной механике» (1961), «Методы теории вероятностей и теории надёжности в расчётах сооружений» (1971), «Случайные колебания упругих систем» (1979), неоднократно переиздававшихся и переводившихся на другие языки.
Широко известны также работы В. В. Болотина в области механики композиционных материалов. Им были разработаны модели слоистых и волокнистых сред, методы определения эффективных упругих постоянных, методы прогнозирования остаточных напряжений в конструкциях из композиционных материалов, стохастические модели накопления повреждений в разрушении композиционных материалов. В. В. Болотин создал методы прогнозирования ресурса сооружений на стадии их проектирования и оценивания остаточного ресурса технических объектов на стадии эксплуатации.
Во многих отраслях науки и техники работают представители созданной В. В. Болотиным научной школы, им подготовлено 20 докторов и более 150 кандидатов наук.
Покинув в 1996 году должность заведующего кафедрой ДПМ, В. В. Болотин практически до последних дней своей работы на кафедре продолжал читать лекции студентам.
В. В. Болотин знал в совершенстве английский и немецкий языки, сам переводил на эти языки свои научные статьи и многие книги, он также увлекался классической музыкой.
Последние годы своей жизни В. В. Болотин активно работал в области механики разрушения и мезомеханики. В этой области им был предложен общий подход к описанию механического поведения нагруженных тел при изменении их конфигурации (в частности, при распространении в них трещин). Синтезируя представления и методы механики разрушения и механики накопления рассеянных повреждений, В. В. Болотин разработал теорию роста трещин, позволяющую описывать все стадии усталостного разрушения.

### Смерть
28 мая 2008 года Владимир Васильевич Болотин скончался после продолжительной болезни. Прощание состоялось 3 июня (Российской академией наук). Он похоронен в Москве на Троекуровском кладбище.

## Семья
Жена — Кира Сергеевна Болотина (урождённая Гусева), выпускница физфака МГУ. С будущим мужем познакомилась в 1951 году в Ялте, где была на отдыхе после окончания 2-го курса. Поженились Владимир и Кира Болотины в ноябре 1953 года, а 1 декабря 1954 года у них родились сыновья-близнецы: Сергей и Юрий. Кира Сергеевна в 1956—2014 гг. работала доцентом кафедры общей физики Московского энергетического института.
Сыновья:
- Сергей Владимирович Болотин. Математик и механик, член-корреспондент РАН, доктор физико-математических наук. В 1976 году окончил мехмат МГУ, а в 1980 году, отучившись в аспирантуре при кафедре теоретической механики мехмата, защитил кандидатскую диссертацию. В 1997 году защитил докторскую диссертацию. Работал профессором кафедры теоретической механики и мехатроники МГУ, в настоящее время работает в Математическом институте имени В. А. Стеклова РАН[3][15].
- Юрий Владимирович Болотин. В 1976 году окончил мехмат МГУ, а в 1980 году, отучившись в аспирантуре при кафедре прикладной механики мехмата, защитил кандидатскую диссертацию. В 2002 году защитил докторскую диссертацию. Работал в Институт прикладной математики имени М. В. Келдыша РАН, а в 1988 году вернулся на мехмат и в настоящее время работает там профессором кафедры прикладной механики и управления[3][16].

## Награды и премии
Ордена Ленина, Орден Трудового Красного Знамени, Октябрьской Революции и Дружбы народов, Золотая медаль Академии наук Чехословакии «За заслуги перед наукой и человечеством», медаль Альфреда Фрейденталя от Американского общества гражданских инженеров, почётная премия Международной ассоциации по надёжности и безопасности. В. В. Болотин — дважды лауреат Государственной премии в области науки и техники:
- Государственная премия СССР (1985) — «за цикл работ по прогнозированию ресурса и долговечности машин и конструкций»;
- Государственная премия Российской Федерации (2000) — «за цикл работ по теории больших деформаций, накоплению повреждений и разрушению конструкционных материалов»[18].
- Почётный доктор Будапештского технического университета[1].

## Факты
- 16 сентября 2009 имя В. В. Болотина присвоено кафедре ДПМ Московского энергетического института.
- Статьи о Болотине имеются также в энциклопедиях «Отечество», БСЭ[19] и БЭС.
- Выпускники Владимира Васильевича занимают крупные посты в таких компаниях, как «Газпром ВНИИГАЗ», «Энергоатомпроект», ВНИИАМ и многие другие. Некоторые из выпускников продолжили работать в стенах родного института, на кафедре.
- Каждый март на кафедре ДПМ, где проработал 45 лет своей жизни Владимир Васильевич, проходит вечер памяти.
- На Троекуровском кладбище Институтом машиноведения им. А. А. Благонравова РАН установлен памятник Владимиру Васильевичу.

## Публикации
В. В. Болотиным опубликовано более 500 научных работ, в том числе 15 монографий; большое число статей опубликовано в зарубежных изданиях.
1. Болотин В. В.  Прогнозирование ресурса машин и конструкций. — М: Машиностроение, 1984. — 312 с.
2. Болотин В. В., Беляев Ю. К., Богатырёв В. А. и др.  Надёжность технических систем. Справочник / Под ред. И. А. Ушакова. — М: Радио и связь, 1985.
3. Болотин В. В.  Неконсервативные задачи теории упругой устойчивости. — М: Физматлит, 1961.
4. Болотин В. В.  Статистические методы в строительной механике. — М.: Стройиздат, 1961, 1965 (переводы на английский, немецкий, венгерский и польский языки).
5. Болотин В. В.  Динамическая устойчивость упругих систем. — М.: Гостехиздат, 1956. — 600 с.
6. Болотин В. В.  Методы теории вероятностей и теории надёжности в расчётах сооружений. — М.: Стройиздат, 1971, 1982 (переводы на английский, немецкий, португальский, чешский и японский языки).
7. Болотин В. В.  Случайные колебания упругих систем. — М.: Наука, 1979 (перевод на английский язык).
8. Болотин В. В.  Ресурс машин и конструкций. — М.: Машиностроение, 1984, 1990 (перевод на английский язык).
9. Болотин В. В.  О сочетании случайных нагрузок, действующих на сооружение // Строительная механика и расчёт сооружений, 1962, № 2. — С. 1—5.
10. Болотин В. В.  К статистической интерпретации норм расчёта строительных конструкций // Строительная механика и расчёт сооружений, 1977, № 1. — С. 8—11.
11. Болотин В. В., Отставнов В. А.  О принципах назначения расчётных нагрузок на сооружения // Строительная механика и расчёт сооружений, 1979, № 5. — С. 3—5.
12. Болотин В. В., Блехман И. И., Диментберг Ф. М., Колесников К. С., Лавендел Э. Э., Генкин Д. М., Фролов К. В.  Вибрации в технике: справочник в 6 томах // М.: Машиностроение, 1978.
13. Болотин В. В., Васильев В. В., Протасов В. Д. и др.  Композиционные материалы: Справочник.
14. Болотин В. В., Чирков В. П., Щербаков А. Н.  К расчёту конструкций глубоководных нефтепромысловых сооружений на сочетание нагрузок // Строительная механика и расчёт сооружений, 1980, № 5. — С. 6—10.
15. Болотин В. В., Чирков В. П.  Асимптотические оценки для вероятности безотказной работы по моделям типа нагрузка — сопротивление // Проблемы машиностроения и надёжности машин, 1992, № 6. — С. 3—10.
16. Болотин В. В.  О теории армированных тел. Изв. АН СССР, Механика, 1965, Вып. I.
17. Болотин В. В., Нефёдов С. В., Чирков В. П. и др.  Надёжность в технике. Методология расчётного прогнозирования показателей надёжности. Методы теории вероятностей / Методическое пособие. М.: МНТК «Надёжность машин», 1993.
18. Болотин В. В.  О надёжности распределённых систем. Труды МЭИ, вып. 74, изд-во МЭИ, 1970.
19. Болотин В. В.  Статистическая теория сейсмостойкости сооружений // Известия АН СССР. ОТН. Механика и машиностроение, 1959, № 4. — С. 123—129.
20. Болотин В. В.  Применение статистических методов для оценки прочности конструкций при сейсмическом воздействии // Известия АН СССР. Инженерный сборник, 1959, т. 27. — С. 58—69.
21. Bolotin V. V.  Statistical theory of the aseismic design of structures / Proceedings of the Second World Conference on Earthquake Engineering, Japan, 1960, vol 2. — P. 1365—1374.
22. Bolotin V. V.  Structural response on the multicomponent seismic loading considered as nonstationary random process / Proceedings of the First Chilean Sessions on Seismology and Earthquake Engineering, Santiago, 1963. — P. 125—131.
23. Болотин В. В.  К расчёту строительных конструкций на сейсмические воздействия // Строительная механика и расчёт сооружений, 1980, № 1. — С. 9—14.
24. Болотин В. В.  Статистическое моделирование в расчётах на сейсмостойкость // Строительная механика и расчёт сооружений, 1981, № 1. — С. 60—64.
25. Болотин В. В.  Об упругих деформациях подземных трубопроводов, прокладываемых в статистически неоднородном грунте. Строительная механика и расчёт сооружений, 1965, № 1.
26. Bolotin V. V.  Seismic risk assessment for structures with the Monte Carlo simulation // Probabilistic Engineering Mechanics, 1993, № 8. — P. 169—177.
27. Болотин В. В., Радин В. П., Чирков В. П.  Применение метода статистического моделирования для оценки сейсмического риска конструкций // Известия РАН. Механика твёрдого тела, 1997, № 6. — С. 168—175.
28. Болотин В. В., Радин В. П., Трифонов О. В., Чирков В. П.  Влияние спектрального состава сейсмического воздействия на динамическую реакцию конструкций // Известия РАН. Механика твёрдого тела, 1999, № 3. — С. 150—158.
29. Болотин В. В., Радин В. П., Чирков В. П.  Моделирование динамических процессов в элементах строительных конструкций при землетрясениях // Известия вузов. Строительство, 1999, № 5. — С. 17—21.
30. Болотин В. В.  Нелинейные модели в расчётах сооружений на сейсмостойкость // Вестник РААСН. Отделение строительных наук. М.: РААСН, 1999. — С. 88—92.
31. Болотин В. В.  Оценка сейсмостойкости повреждаемых зданий и сооружений по отношению к повторным толчкам // Вестник РААСН. Отделение строительных наук, 2000, вып. 3. — С. 18—23.
32. Болотин В. В., Радин В. П., Чирков В. П.  Изгибно-крутильные колебания многоэтажного здания при сейсмических воздействиях // Известия вузов. Строительство, 2000, № 2-3. — С. 12—17.
33. Болотин В. В., Радин В. П., Чирков В. П.  Динамика конструкций при многокомпонентных сейсмических воздействиях // Известия РАН. Механика твёрдого тела, 2000, № 3. — С. 149—157.
34. Болотин В. В., Трифонов О. В.  Предельный анализ конструкций при нестационарных динамических воздействиях // Известия РАН. Механика твёрдого тела. 2001, № 1. — С. 134—142.
35. Болотин В. В., Радин В. П., Трифонов О. В., Чирков В. П.  Исследование упругопластического деформирования многоэтажного каркасного здания при интенсивных сейсмических воздействиях // Известия вузов. Строительство, 2001, № 5. — С. 11—17.
36. Болотин В. В., Трифонов О. В.  О соударениях конструкций при сильных землетрясениях // Известия РАН. Механика твёрдого тела, 2002, № 4. — С. 152—162.
37. Болотин В. В., Радин В. П., Чирков В. П.  Упругопластический анализ несущих элементов зданий и сооружений при интенсивных сейсмических воздействиях // Известия вузов. Строительство, 2002, № 5. — С. 4—9.
38. Болотин В. В.  Повреждение высотных конструкций при динамических воздействиях // Вестник МЭИ, 2002, № 1. — С. 5—11.
39. Болотин В. В., Радин В. П., Чирков В. П.  Исследование поведения зданий и сооружений со снижением жёсткости при сейсмических воздействиях // Известия вузов. Строительство, 2003, № 7. — С. 6—10.
40. Bolotin V. V., Trifonov O. V.  Assessment of safety and failure modes for structures under strong seismic and related actions / Computational Stochastic Mechanics. Proceedings of the Fourth International Conference on Computational Stochastic Mechanics. Corfu, Greece, June 9-12, 2002. Rotterdam: Millpress, 2003. — P. 67—71.
41. Болотин В. В., Чирков В. П., Радин В. П., Трифонов О. В.  Моделирование сценариев разрушения высотных конструкций при интенсивных сейсмических воздействиях // Известия вузов. Строительство, 2004, № 2. — С. 4—10.